# Ignacio de Jerusalem y Stella
Ignacio de Jerusalem y Stella (Ignazio Gerusalemme) (* um 1710 in Lecce, Italien; † 1769 in Mexiko-Stadt) war ein Komponist und Violinvirtuose.

## Leben
Ignazio Gerusalemme wurde als Sohn eines Kapellmeisters geboren. Schon in jungen Jahren bildete sein Vater ihn musikalisch aus. 1732 verließ er sein Heimatland und ließ sich als Violinist in Cádiz nieder. 1742 schiffte er sich nach Neuspanien ein. Zunächst war er Violinist und Komponist am Theater „Antiguo Coliseo“ in Mexiko-Stadt, seit 1746 Komponist und Chorleiter an der dortigen Kathedrale. 1749 wurde er Kapellmeister des Instrumentalensembles der Kathedrale, nachdem er den Wettbewerb um diese Stelle, das „Examen de oposición“, gewonnen hatte.

## Nachleben
Die Kompositionen für Violine von Ignacio de Jerusalem und vor allem seine Vokalkompositionen verbreiteten sich auf dem ganzen Kontinent. Sie erhielten sich in wenigen Manuskripten mit Kontrafakturen des guatemaltekischen Komponisten Manuel Joseph de Quiroz, der seine weltlichen Kantaten in geistliche Musik mit spanischen Texten verarbeitete.